# 西谷祥子
西谷 祥子（にしたに よしこ、1943年10月2日 - 、本名：山田 祥子）は、日本の漫画家。高知県高知市生まれ。高卒後、長期の漫画家の後で中央大学法学部法律学科卒業。
代表作に『マリイ・ルウ』『レモンとサクランボ』『ジェシカの世界』『花びら日記』など。
昭和40年代前半、少女漫画が週刊誌時代を迎える中で、青春ラブコメ、学園もの、等身大の少女を描き出し、ジャンルを広げるエポックメーキングな作品を多数発表した。

## 概要
世代的には、水野英子などのトキワ荘世代・女流草分け世代の後、昭和40年代少女雑誌のマンガスクール世代の前にはさまる。
学園漫画の開拓者と見られ、また自認もしている。恋愛要素の強い学園ものの始まりともいわれるが、学園を場とする同世代群像、また世界を意識的に考える少女の姿、を持ち込んだことも大きな特徴である。一方で、少女漫画が週刊誌化によって1960年代後半に急発展した時期、その初期の集英社少女漫画雑誌を人気の点で支えた代表作家の一人であり、作品の連載を2週刊誌で最もほぼ絶え間なく長く続けた人物でもある。
他にも作風は広く、少女趣味的ファンタジーから男性作家の書くかのような大河ロマン、SFから深い心理の問題作までを高いレベルで発表している。とくに月刊・季刊誌の読み切り作品は当時としては文学的とも言えるほど対象年齢が高く、当時としては野心的なテーマも多く、彼女の代表作にむしろ短編を上げる人もいるが、単行本未収録のものが多い。この実質青年女性漫画というべき短編代表作の時期は青年漫画誌の創刊期でもある。
彼女の一部の作品と作風が少女漫画の最先端の一つであった時期は、1960年代後半から1970年代の始まり頃である。

## 来歴
高知県高知市生まれ。父、母、兄2人の5人家族で、末っ子の女の子として可愛がられて育つ。父と長兄は絵が上手であったことと、手塚治虫や山川惣治、小松崎茂などが寄稿していた当時の少年雑誌が家にあったことにより、様々な影響を受けながら子供時代を送った。小学校高学年の時に『赤毛のアン』に出会い、主人公アンの自力で夢の達成を目指す勇気に感銘を受け、この経験がなければ、後の作品制作において少年文化志向の感覚を持ったまま中性的な少女を描いていたかも知れないと語っている。また、そんな頃に貸本屋でトキワ荘の面々による漫画にも出会い、とりわけ石ノ森章太郎と水野英子の作品を好んだ。
中学3年生の時に手塚治虫に4コマ漫画を送り、作品を見てあげるとの返事を得る。そしてその頃トキワ荘のメンバーによる短篇貸本誌『えくぼ』の内容に抗議の手紙を送ったことから、石ノ森章太郎が中心となって活動している「東日本漫画研究会」の女子部に誘われ、初代リーダーとして肉筆回覧誌『墨汁二滴』の編集や会員との連絡などを取り仕切った。そして、『墨汁二滴』を見た『少女クラブ』より原稿の依頼を受けることとなる。
高校在学中の1961年、『墨汁二滴』に掲載していた『ふたごの天使』が講談社の『少女クラブ』夏の増刊号に掲載されデビューし、そのまま連載となる。高校卒業後、漫画で生計を立てられない場合を考えて1年間かけて母親の店で美容師の免許を取得してから上京。
1965年に活動の場を講談社から集英社の『週刊マーガレット』に移し、水野英子の『白いトロイカ』のアシスタントをしながら『リンゴの並木道』を執筆し、好評を博する。水野の作品に登場する青年男女の世界に新鮮さを感じていたが、『リンゴの並木道』の読者の若さを考え、主人公の年齢を下げて『マリイ・ルウ』を執筆。再び好評を得たことを受け、自身の学園生活や知人友人をモデルとした『レモンとサクランボ』を発表、大ヒットとなる。
以後最盛期を迎え、週刊誌で2本の作品を連載してそれをヒットさせ、月刊誌で自分の好きな作品を描くという状態が続いた。月300枚以上の執筆をこなし、多忙を極めると1か月は風呂にも入れなかった。1980年代初めまでの長期間にわたって同誌のレギュラー作家として活動。他に『週刊セブンティーン』『ぶ〜け』（以上集英社）、『花とゆめ』『LaLa』（以上白泉社）などでも執筆を行った。
その後、大学を卒業し結婚して専業主婦となる。1988年の時点で、漫画の執筆活動を行っていない理由は、世の中が求めているものがわからないためであるとしていた。2001年時点では、インターネット上にホームページを作成して作品発表の場とする計画があったが何度か頓挫していた。
2000年12月に三鷹市美術ギャラリーで山田祥子展「このごろの私の絵」を開催。
2018年には京都国際マンガミュージアムにて、竹宮恵子監修による「幻想と日常の間～西谷祥子・おおやちき・波津彬子」展が開催された。

## 評価・影響
萩尾望都は、自分のデビュー（1969年）前の時期に少女誌で自己表現を行っていたのは彼女ぐらいと語っている。作風は一般に青春群像的な傾向が強く（とくに前期長編作品）、作者は登場人物達は自分の分身であるといい、主人公は狂言回しであるともいう。またセリフその他に文学趣味を感じる読者も多く、とくに繊細で重い代表的な読み切りにその傾向がある。多様な形式をまとまりよく描き分けている。
作者の人気作家時代の回想として、週刊誌で人気を取って読み切りで好きなものを描いた、という。また初期の彼女は、「石森章太郎（石ノ森章太郎）と水野英子の間にかってに生まれた私製児（≠私生児）」と自分を位置付けていたという。
当時を知る人の細かい感想として、たとえばデビュー当時（1965年の白鳥の歌）、マンガ家になる前のみなもと太郎が見て、その色気を含む描線が新鮮だったという。また瞳の中に窓の反射のような縦横線のある光を入れる描き方を他の漫画家達(上原きみ子など)が利用していたという。
竹宮惠子が漫画家になるための後押しをした人物でもある。『墨汁二滴』の活動を通して西谷を知っていたデビュー前の竹宮惠子に、西谷は漫画賞に応募することを手紙で促し、竹宮は投稿しデビューすることとなった。
アシスタントの中には、西谷のファンであったデビュー前の岡田史子がいた。

## エピソード
- 最も多忙な頃は税金に対する知識がなかったため、ある日訪れた税務署の職員に500万円の追徴金を納めるよう告げられ、大変慌てる事態となった。当時の物価にして家が一軒買える金額であったという[6]。

- 集英社から刊行されている単行本レーベル「マーガレットコミックス」の最初のタイトルのひとつは、西谷の作品『マリイ・ルウ』（MC 1）であった（1968年1月5日初版発行、発売は1967年12月）。

## 主な作品

### 連載
かっこ内の単行本レーベルは最初に刊行されたものを記している。後に別のレーベルから刊行された作品もある。掲載号は表題作についてのみ明記。
- マリイ・ルウ（集英社〈マーガレットコミックス〉、1968年、全1巻）
  - 週刊マーガレット1965年44号 - 1966年1号掲載。

欧米ハイスクールものラブコメディ。当時そのファッション性にも注目が集まった。
- レモンとサクランボ（マーガレットコミックス、1968年、全1巻）
  - 週刊マーガレット1966年21号 - 41号掲載。

学園もの分野を拓いたといえる作品。日本の高校が舞台。群像劇である。
- ジェシカの世界（朝日ソノラマ〈サン・コミックス〉、1974年、全1巻）
  - 週刊マーガレット1967年4号 - 14号掲載。

詩情ある異色傑作で、どこかに違和感のあるミステリアスな雰囲気と展開によって、自分の心の世界をもった少女の多面的で繊細な心理を描いた。立場に合わせて世界(場)を扱いつつどこか不自然さのある世界が展開し変化していく。視線者はそばにいる青少年。'50～'60年代のイギリスが舞台。連載ながら読み切りや映画のように高くまとまった構成である。
この一作で作者は地位を不動にした、と評されたりもした。
ずっと後に作者は、田舎から一人で上京した頃の自分の反映であり自分を癒すために描いたといい、今なら最後の結末を(キャラまたは作家としての)逃避でなく、別の形にしたと語っている。
- ギャングとお嬢さん （マーガレットコミックス、1971年、全1巻）
  - 週刊マーガレット1967年32号 - 42号掲載。サスペンス娯楽作。ジェシカの世界に似た青年が活動する。

- 学生たちの道（サン・コミックス、1973年、全2巻）
  - 週刊マーガレット1967年46号 - 53号、1968年1号 - 19号掲載。

欧州寄宿学校の男子生徒ものの先駆作。おそらく少女漫画初の教養小説的作品と思われる。スイスの学校（高校から大学程度）に留学した青年（高校生程度）を主人公とした、高みや純粋さを尊ぶ要素の強い若者群像劇。学生街で貴族制があり、高度な学校はほぼすべて男子校であった時代。
- 花びら日記（集英社〈セブンティーン・コミックス〉、1972年、全3巻）
  - 週刊セブンティーン1968年1号より掲載。

代表作の筆頭。
冒頭でヒロインが読者に向かって文通しようと手紙を書いていて、ドラマと日記と書簡体小説を合わせたような形式で始まる、高校群像マンガ。日記という名目を最大に活用し、扱う題材が広く情報量が多い。主人公が周囲の世界を見つめて成長していく作品で、学園だけでなくヒロインの目から見た社会観もあり、今となっては時代のサンプル的意味も強い。
様式特徴として、ときおり吹き出し以外の場所に主人公の感想がモノローグで書かれるが、それは読者への手紙の文体でもある。ドラマ的な形の他に枠のない文がついたり作者自身の随筆（=日記）とも読める形になっていて、当時のストーリー漫画としてはユニークで自由な形式の作品である（参照 第四の壁）。これは絵物語のナレーションとは様式の方向が違う。。
書簡体小説を漫画で半分行ったわけであり、当時雑誌のストーリー漫画でこういう手法による随筆的（会話エピソードを含めて）な描写が多い作品は他に知られていない。
(この手法は石ノ森章太郎の江美子ストーリー(1962年発表。心理描写のモノローグ) から5,6年の期間が空いている。心理描写のモノローグとしては、花びら日記以降の1970年代、「真由子の日記」「綿の国星」なども存在する。
随筆的な後例では、ささやななえのおかめはちもく(ビッグコミックフォアレディ1982年)がある 。これは日記随筆の形が明白で読者への語りかけが当たり前の様式となっている。ここからは、ちびまる子ちゃんなど、‘主人公の心理描写としてのモノローグ’とは区別される‘語り手からの地の文’という手法は増えていく。
もっとも、戦後ストーリーマンガの初期に、より人気だった絵物語において、背景に文が書かれるのはあたりまえだったが。)
作品と連載の進行につれて、ふつうのドラマ的以外の形式性は見えにくくなっていく。そのまま「奈々子の青春」に続く。
なお、幼馴染み同士の部屋の窓が向かい合わせになって行き来できるという設定は、この作品(開始部)からすでにある。(石ノ森章太郎の「気ンなるやつら」「平凡」(１９６５年１月号から１９６８年５月号)が先んじているが)
- 奈々子の青春（セブンティーン・コミックス、1972年、全2巻）
  - -続・花びら日記-。花びら日記を連載中に途中改題して継続。
  - 週刊セブンティーン1969年9号 - 30号掲載。

- こんにちはスザンヌ（マーガレットコミックス、1972年、全3巻）
  - 週刊マーガレット1971年1号 - 47号掲載。

- 麦笛の聞こえる町（スタジオシップ〈ポケットコミックス〉、全3巻）
  - 週刊セブンティーン1972年43号より掲載。

- すみれ咲け咲け（ポケットコミックス、全4巻）
  - 週刊少女コミック1975年26号より掲載。

- とうきび畑で（花とゆめコミックス、白泉社、全1巻） 
  - LaLa1976年9月号掲載。

- 気がちがい荘の住人達（花とゆめコミックス、全1巻）
  - 花とゆめ1977年4号掲載。

- 幸福ゆきかしら?（マーガレットコミックス、全3巻）
  - 週刊マーガレット1977年33号 - 52号掲載。

- 手紙をください!（マーガレットコミックス、全6巻）
  - 週刊マーガレット1978年14号 - 1979年17号掲載。

- 愛がありますか?（マーガレットコミックス、全4巻）
  - 週刊マーガレット1980年15号 - 52号掲載。

- 高円寺あたり（集英社漫画文庫、全2巻）
  - ぶ〜け1980年5月号 - 1981年4月号掲載。

女性の自立を描いた作品で、職業・男性・共同体への自立・独立を扱っている。受験時期から始まり、受験後が打ち切りのように終わる。
- 日の輪 月の輪（マーガレットコミックス、全1巻）
  - 週刊マーガレット1981年 10号 - 15号掲載。

古代日本を舞台に、創造神プターの妻であるメンフィスの獅子頭人身の女神サクメトにより娘の一人に仕立て上げられて大和（九州）を纏めて統合する役目を背負う「月の宮の女王」土筆の月の輪比女と村長・布帝耳の息子の兄弟・天若彦と海若彦、平々凡々の染物・織物が好きな娘でありながらも大和を照らす「太陽の大女神」天照大神として降臨する運命を背負った妹・大和の日の輪比女とギリシャの神々の一柱の末裔ゆえに背に翼を持つ一族の統治する「白羽の国」の第二公子・文矢の物語。
- HEY☆坊や（マーガレットコミックス、全3巻）
  - 週刊マーガレット1981年25号 - 52号掲載。

愛人の三姉妹の末妹として生を受けながらも認知により財産を得ようと少年として育てられた少女の物語。

### 読み切り
- 飛んでいく雲　
  - 別冊セブンティーン1971年2、3月号

主人公は男子の大河的作品。源氏本家の嫡流にまつわる秘話。源平合戦の時期、その両者にはさまった位置に属した若者達の二世代にわたって描き、転変が多く一種の無常観的にまとめられる。後の時代の漫画の長さから見ればダイジェスト的なストーリー中心の描写で、俯瞰的である。
一気に月刊誌2回で計200頁という形で発表された。この数年後の作者のコメントでは、最も好きな作品だという。
- わが魂の清ければ　
  - 別冊セブンティーン1971年夏。

時代の中での生き方を描いた、まとまりと凝縮感が強い101ページ作品。太平洋戦争の直前から末期にかけて、その時代の中に生きた青年達を、男子高校生（当時は中等学校と呼ぶ）を中心点に置いて見つめた。時代の強制的な流れを人物の多くが強く見つめつつ生き方をさぐっている。描かれるのは主に対米国戦争への国内状況(開戦前から特攻期まで)であり、これは当時の日本の太平洋戦争観に準じている。
おそらく少女漫画（の雑誌での数十頁以上の長編）では、初めて描かれた時期の本格戦時ものである。それまでになかった程度の重厚な雰囲気の作品（前年に発表された里中満智子の「わが愛の記録」(100ページ)(別冊少女フレンド 昭和45年（1970年）9月号)、幻想味のある『ファイヤー!』、を別として）であり、また少女漫画に登場する機会が稀である精密な重さのある飛行機や戦艦が描かれている。
アシスタントのすがやみつるは、西谷はこの作品によって父から作家として認めてもらったと振り返っている。

## 単行本
- 『マリイ・ルウ』集英社〈マーガレットコミックス〉、1968年
- 『レモンとサクランボ』マーガレットコミックス、1968年
- 『ジルとMr.ライオン』マーガレットコミックス、1968年
- 『われら劣等生』マーガレットコミックス、1969年
- 『ギャングとお嬢さん』マーガレットコミックス、1971年
- 『花びら日記』全3巻、集英社〈セブンティーン・コミックス〉、1972年
- 『あわ雪さん』全2巻、マーガレットコミックス、1972年
- 『ジュンの結婚』全1巻、マーガレットコミックス、1972年
- 『白ばら物語』マーガレットコミックス、1972年
- 『奈々子の青春』全2巻、セブンティーン・コミックス、1972年
- 『こんにちはスザンヌ』全3巻、マーガレットコミックス、1972年
- 『麦笛の聞こえる町』全3巻、スタジオシップ〈ポケットコミックス〉
- 『不良先生』全2巻、セブンティーン・コミックス、1973年
- 『飛んでゆく雲』セブンティーン・コミックス、1973年
- 『学生たちの道』全2巻、サン・コミックス、1973年
- 『少女の恋』マーガレットコミックス、1974年
- 『ジェシカの世界』朝日ソノラマ〈サン・コミックス〉、1974年
- 『銀色の少女たち』サン・コミックス、1974年
- 『放課後あつまれ!』サン・コミックス、1974年
- 『まじめに愛して』サン・コミックス、1974年
- 『水の子』全2巻、サン・コミックス、1975年
- 『お～い海!』全2巻、サン・コミックス、1975年
- 『四人姉妹』1-2巻、サン・コミックス、1976年
- 『オリンポスは笑う』創美社〈マーガレットレインボーコミック〉、1976年
- 『今日子の恋歌』1-2巻、マーガレットレインボーコミック、1977年
- 『隼別王子の叛乱』田辺聖子原作、集英社漫画文庫、1979年
- 『サラダっ娘』1-4巻、セブンティーン・コミックス、1979年-
- 『すみれ咲け咲け』1-4巻、ポケットコミックス
- 『とうきび畑で』白泉社〈花とゆめコミックス〉
- 『気がちがい荘の住人達』花とゆめコミックス
- 『幸福ゆきかしら?』全3巻、マーガレットコミックス
- 『手紙をください!』全6巻、マーガレットコミックス、1979-年
- 『わたしの時』集英社漫画文庫、1980年
- 『日の輪 月の輪』マーガレットコミックス、1981年
- 『愛がありますか?』全4巻、マーガレットコミックス
- 『HEY☆坊や』全3巻、マーガレットコミックス、1982年
- 『高円寺あたり』全2巻、集英社漫画文庫、1982年
- 『ミルクandオレンジ』集英社漫画文庫、1982年
- 『エンジェル・ロック』集英社漫画文庫、1983年
- 『おみなえし』サンコミックス・ストロベリーシリーズ、1985年
- 『花びし草』サンコミックス・ストロベリーシリーズ、1985年
- 『書かれなかった手紙』講談社コミックスミミ、1985年